# Neurolyga fenestralis
Neurolyga fenestralis är en tvåvingeart som beskrevs av Camillo Rondani 1840. Neurolyga fenestralis ingår i släktet Neurolyga och familjen gallmyggor. Arten är reproducerande i Sverige. Inga underarter finns listade i Catalogue of Life.